# Pierre II de Vannes
Pour les articles homonymes, voir Pierre.
Pierre ou Pierre II de Vannes  est un ecclésiastique qui fut  évêque de Saint-Brieuc de  1272 à 1290 
Ordonné évêque le 1er mai 1272 il est consacré l'année suivante le 29 mai 1273

## Source
- (la) Jean-Barthélemy Hauréau, Gallia Christiana, vol. XIV Provincia Turonensi, Paris, Firmin-Didot, 1856, p. 1093 Ecclesia Briocensis XIX Petrus II..